# 741718 Simard
741718 Simard este o planetă minoră (asteroid) din centura de asteroizi. A fost descoperită pe 18 septembrie 2006 la  de . 
Obiectul prezintă o orbită caracterizată de o semiaxă mare de 2,6919889301503 UAi, o excentricitate de 0,036873455658614, o înclinație de 22,300732308577 ° în raport cu ecliptica.